# Anti CSD
Anti CSD este un single al formației Carla's Dreams lansat la 23 martie 2017. Piesa a fost compusă și produsă de Carla's Dreams.
Piesa face parte din albumul ANTIEXEMPLU și a făcut 1.000.000 de vizualizări la doar câteva zile după ce a fost încărcată pe YouTube.

## Bazele proiectului
Piesa a fost compusă de membrii trupei Carla's Dreams, iar de producție s-au ocupat Alex Cotoi și Carla's Dreams.

## Live
Piesa a fost interpretată prima dată live în cadrul concertului organizat la Arenele Romane pe 13 mai 2017.

## Videoclip
Filmările au avut loc la Chișinău în regia lui Roman Burlaca. Videoclipul prezintă o luptă în rime între Carla's Dreams de București și Carla's Dreams de Moldova. Cei doi și gașca acestora ajung într-o lupta violentă imaginată de solistul moldovean al trupei. La final, cei doi fac pace. Clipul a fost încărcat pe canalul de YouTube al trupei și are în prezent peste 6.000.000 de vizualizări. Pe 7 aprilie a apărut și versiunea audio a piesei.

## Lansări
| Țara    | Data           | Format           | Casa de discuri |
| ------- | -------------- | ---------------- | --------------- |
| România | 23 martie 2017 | Digital Download | Global Records  |